# Stilla von Abenberg

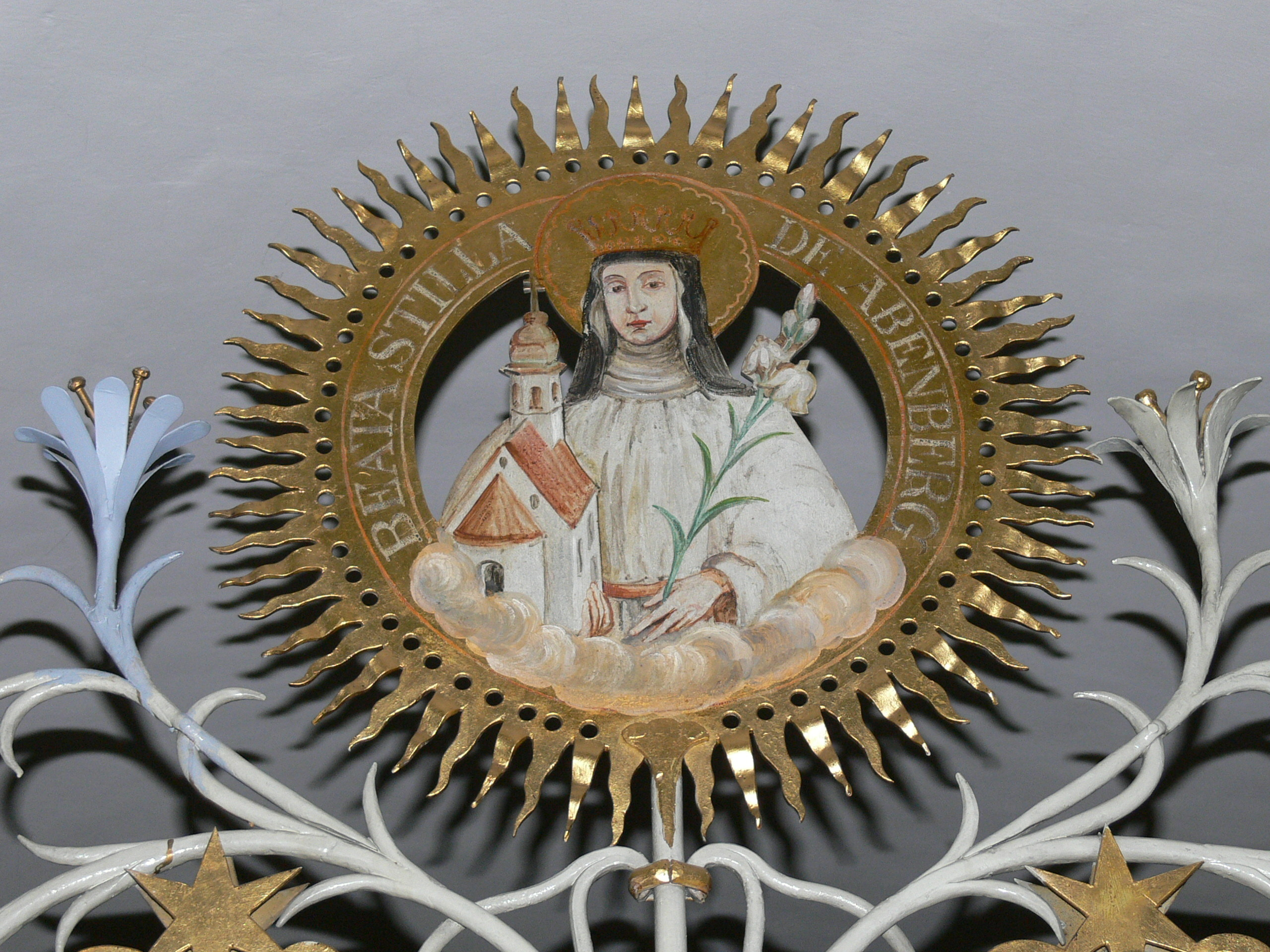
Stilla von Abenberg am Chorgitter des Klosters Marienburg

Stilla von Abenberg († um 1140 in Abenberg) war Kirchenstifterin und Wohltäterin. Sie wurde 1927 wegen ihrer Verdienste für arme und kranke Menschen seliggesprochen.

## Leben
Stilla stammt aus dem Geschlecht der Grafen von Abenberg. Möglicherweise war Stilla nicht ihr richtiger Name, vielleicht ist sie mit Hadewig gleichzusetzen und damit 1151/52 urkundlich erfasst. Sie empfing die Jungfrauenweihe und lebte zurückgezogen mit drei anderen Frauen im Dienst an Notleidenden, Armen und Kranken. Dokumente, die sich auch auf Stilla bezogen, gingen im Kloster Marienburg 1633 durch eine Überflutung und beim großen Brand von 1675 verloren. Stilla wurde 1927 von Papst Pius XI., der von ihr als Stilla Morgenstern sprach, seliggesprochen. Der 19. Juli ist ihr Gedenktag in der römisch-katholischen Kirche, im Bistum Eichstätt wird ihrer am 21. Juli gedacht.

## Wallfahrten
Bereits kurz nach ihrem Tod fanden sich Wallfahrer in der Kirche ein, in der sie begraben liegt. Ihr noch erhaltenes Epitaph entstand nachträglich um 1250. Ende des 15. Jahrhunderts nahm die Zahl der Pilger zu ihrem Grab zu, nachdem die Kirche durch das Bistum Eichstätt renoviert worden war. 1675 brannte die Kirche ab, konnte wenige Jahre später mit finanzieller Unterstützung der Gläubigen wieder aufgebaut werden.

## Wanderweg
Nach ihr ist ein Wanderweg von Wolframs-Eschenbach kommend benannt. Er ist 24 km lang, führt durch das Rangau und endet am Kloster Marienburg in Abenberg.

## Legende
Der Legende nach warf Stilla einen Handschuh von der Burg Abenberg mit der Äußerung, sie wolle dort begraben werden, wo der Handschuh hinfalle. Er wurde in der von ihr gestifteten Peterskirche aufgefunden. Dies erklärt, warum sie nicht in der Grablege des Geschlechts im Kloster Heilsbronn begraben liegt.